# Kais
Kais (arabisch قيس Qays oder Qais) ist ein arabischer männlicher Vorname und Familienname.
Der bekannteste Vertreter ist Kais aus der Geschichte von Kais u Leila (Madschnūn Lailā), einer arabischen Geschichte vergleichbar mit Romeo und Julia.

## Verbreitung (Vorname)
In Deutschland wird der Vorname seit 2009 fast jährlich vergeben. Etwa 200 Jungen wurden in den letzten 10 Jahren so genannt. Der Name kommt in der Schweiz seit Anfang der 1970er Jahre vor. Besonders seit 1999 wird er fast jedes Jahr bei der Namenswahl berücksichtigt. Kais wird in Österreich seit Mitte der 1990er Jahre vergeben, jedoch kommt der Name nur selten vor.
In Frankreich wird der Name seit 1969 alljährlich gewählt, er ist seit der Jahrtausendwende unter den Top-500 anzutreffen. Seit 2012 befindet sich die Schreibweise Kaïs in den Top-100, im Jahr 2023 sogar auf Rang 53. Die Schreibweise Kaïs belegte in Belgien im Jahr 2023 den 143. Rang.
In England, den USA und Kanada wird der Name seit der Jahrtausendwende regelmäßig vergeben, er ist aber nicht sonderlich beliebt. Die Vergabe ist auch in Dänemark, Schottland und Nordirland nachgewiesen.

## Bekannte Namensträger
Vorname
- Kais Setti (* 1985), tunesisch-deutscher Schauspieler

Familienname
- Adam Kais (* 1996), türkisch-schwedischer Schauspieler
- Elma Kais (* ≈1990), polnische Jazzmusikerin
- Kristjan Kais (* 1976), estnischer Beachvolleyballspieler
- Leila Kais (* 1968), deutsche Publizistin und Übersetzerin